# 3684 Berry
3684 Berry eller 1983 AK är en asteroid i huvudbältet som upptäcktes den 9 januari 1983 av den amerikanske astronomen Brian A. Skiff vid Anderson Mesa Station. Den är uppkallad efter den amerikanske journalisten Richard Berry.
Asteroiden har en diameter på ungefär 12 kilometer.